# 光放送
光放送（ひかりほうそう）とは、光ケーブルによる有線放送で、放送系（従来方式、標準テレビジョン方式）の網構成を取る光回線《FTTH/FTTx》によるもの。2005年現在、一部事業者・一部地域で開始されている。光CATVとも言う。

## 概要
基本的には光ケーブルテレビと同義である。これまでケーブルテレビ用に使われてきた同軸ケーブルや、一般的な無線放送局によるテレビジョン放送に比べ、以下の特長がある。
- 同軸ケーブルよりも利用できる帯域がさらに広く、多チャンネル放送や、放送や通信など各種の多重化・高速化が容易である。光ケーブルに複数の波長の光を多重化した場合（WDM:波長分割多重）、例えば通信事業者の光回線に光放送事業者の放送を重畳したり（逆も真なり）など、異なる事業者や系統の放送・通信を1本の光ケーブルで伝送できる。
- 電気的な高周波増幅器を多数必要とする同軸ケーブルによるシステムに比べて、受動素子のみによる構成を取るPON (Passive Optical Network) を採用できるなど、網構成を柔軟にでき、かつ保守も簡略化でき、ひいては故障頻度の逓減にもつながると目されている。
- 同軸双方向ケーブルテレビシステムに特有の流合雑音も原理的に発生しないなど、電磁誘導ノイズの影響を受けない安定した通信が可能である。

## 光放送の網構成
なお、ケーブルテレビ事業者の多くで現状採用されているFTTN (HFC: Hybrid Fiber Coaxial) も光放送には該当するが、これを光放送と呼ぶのは一般的ではない。

### ユーザ網（幹線網）向け網構成
光放送においては、光回線の網構成は、IP回線を利用するIP放送とは異なり通信系のものではなく、放送系の網構成として、放送搬送波 (RF: Radio Frequency) を光回線に乗せて分配する方式である。その点で、同軸ケーブル等によるケーブルテレビに相似する。
ただし、物理的な光回線については、通信系事業者のダークファイバを利用したり、専用線として光ファイバーを借り受けたり、または通信系の光回線（B-PON: Broadband Passive Optical Networkなど）にWDM（波長分割多重）等により重畳したりする場合もある（有線役務利用放送の一種）。

### ユーザ宅向け網構成
放送系のFTTHについては、個宅に光ケーブルを引き込み、屋外等設置のV-ONU（Video - Optical Network Unit: 光回線終端装置）から既存のアンテナ回線（同軸ケーブル）に接続して（分配し）視聴する。また、放送系のFTTB（共聴設備用の主配線盤まで光ケーブルを引き込み、既存の共聴設備の同軸ケーブルにより分配）もある。

## 主なサービス

### 日本
- 日本における光放送は、放送法において同軸ケーブルを用いる放送と同様、有線一般放送と位置づけている。
- 多くの専門チャンネルを放送しているが、IP放送と異なり、地上波放送やBS衛星放送の再送信も許されている。FMラジオを再送信している事業者もある。

太字 - BSパススルー再送信（BS-IF同一周波数）を行うもの

#### 3以上の地方で事業を行う者
- スカパーJSAT（スカパー!プレミアムサービス光、光パーフェクTV!）

スカパー!プレミアムサービス光の名称でのサービスは、全11管内の一部地域で提供している。
光パーフェクTV!の名称でのサービスは2019年9月時点においては広島県福山市の「エネルギア・コミュニケーションズ」（MEGA EGG）回線提供対象地域のみ提供している（過去には長野県阿智村の阿智村情報化事業サービス、並びに岐阜県恵那市のアミックスコムとも提携を結びこの名称を使用していたが、前者はスカパー!プレミアムサービスの完全ハイビジョン放送化を行うためにサービス終了し、現在は直接受信のみ。後者はスカパー!のBS・CS110度放送の衛星を使った同一周波数パススルー変換方式に移行した）。

#### 北海道総合通信局管内
- ニューデジタルケーブル（苫小牧ケーブルテレビ）
- 帯広シティーケーブル
- 島牧村（島牧光ネットワーク）
- 泊村（泊村有線テレビ）
- 枝幸町（えさしオプティカルステーション）
- 西興部村（西興部村コミュニケーションネットワーク）
- むかわ町（e-townほべつ）
- 新ひだか町(サービス名不明)

#### 東北総合通信局管内
- 六ヶ所村（六ヶ所村地域情報基盤施設）
- 五戸町（五戸町ケーブルテレビ）
- 田子町（田子町ケーブルテレビジョン）
- ニューデジタルケーブル（大館ケーブルテレビ、青葉ケーブルテレビ、大崎ケーブルテレビ）
- 宮古市（川井テレビ）
- 遠野テレビ
- 一関市（藤沢町情報通信センター）
- えさしわいわいネット（えさしわいわいテレビ）
- 軽米町（かるまいテレビ）
- 宮城ケーブルテレビ（宮城ケーブルテレビ&フレッツ光）
- ダイバーシティメディア（ダイバーシティメディア&フレッツ光）

#### 関東総合通信局管内
- ケーブルテレビ〈ケーブルテレビ栃木・ケーブルテレビ館林・ケーブルテレビ結城・ケーブルテレビ筑西・ケーブルテレビ久喜〉
  - 下野市グリーンチャンネルしもつけエリアは2Kのみ
- 古河ケーブルテレビ（2Kのみ）
- 光ケーブルネット
- 東吾妻町（東吾妻町あづまケーブルテレビ）
- ゆずの里ケーブルテレビ
- 小笠原村（小笠原村ケーブルテレビ）
- イッツ・コミュニケーションズ（2017年以降2年間でHFCから転換予定）[1]。
- JCN横浜（JCNよこはま）
- ケーブルシティ横浜 ※
- 山梨CATV
- 上野原ブロードバンドコミュニケーションズ

#### 信越総合通信局管内
- 村上市（村上市情報通信施設）
- 糸魚川市（糸魚川市有線テレビジョン放送施設、能生ケーブルテレビ）
- 上越ケーブルビジョン
- 阿賀町（阿賀町情報ネットワーク）
- 刈羽村（刈羽村ケーブルテレビ）
- 長野市（中条村有線放送施設）
- 大町市（大町市ケーブルテレビ）
- 北相木村（北相木村ケーブルテレビ）
- 青木村（青木村高速情報通信網）
- 阿智村（阿智村情報化事業サービス）
- 筑北村（筑北村高速情報通信網）
- 白馬村（ケーブルテレビ白馬）
- 小谷村（小谷村ケーブルテレビ）
- 木島平村（ふう太ネット木島平）
- 野沢温泉村（テレビ菜の花）
- 小川村（小川村ケーブルテレビ）
- 栄村（栄村ケーブルテレビ）

#### 北陸総合通信局管内
- 上婦負ケーブルテレビ
- ケーブルテレビ富山
- 射水ケーブルネットワーク
- 高岡ケーブルネットワーク
- となみ衛星通信テレビ
- 砺波広域圏事務組合（砺波広域圏ケーブルテレビ）
- 七尾市（ケーブルテレビななお）
- 小松市（小松市デジタル通信センター）
- かほく市（かほく市ケーブルテレビネットワーク）
- 志賀町（志賀町ケーブルテレビネットワーク）
- 福井ケーブルテレビ
  - さかいケーブルテレビ
- こしの都ネットワーク
- 嶺南ケーブルネットワーク
  - 美方ケーブルネットワーク（MMネット）
- オプテージ（eo光テレビ）
- おおい町（おおいテレビ）

#### 東海総合通信局管内
- 中部テレコミュニケーション（コミュファ光テレビ）
- 名古屋ケーブルビジョン
- アミックスコム（ami:TV）
- 中部ケーブルネットワーク（CCNet光テレビ）
- 知多メディアスネットワーク（メディアス光TV）
- ひまわりネットワーク（ひまわり光テレビ）

#### 近畿総合通信局管内
- オプテージ（eo光テレビ）
- 東近江ケーブルネットワーク（東近江スマイルネット）
- 近鉄ケーブルネットワーク（KCN eo光テレビ）
- 全関西ケーブルテレビジョン（ACTV京丹後局・紀の川局・白浜局・すさみ局・有田川局）
- 南丹市（南丹市情報センター）
- 笠置町（笠置ケーブルテレビ）
- 南山城村（南山城村高度情報ネットワーク）
- 与謝野町（与謝野町有線テレビ）
- 姫路ケーブルテレビ（WINK）
- 淡路島テレビジョン
- 神河町（神河町ケーブルテレビネットワーク）
- こまどりケーブル

#### 中国総合通信局管内
- 岡山ネットワーク（Oniビジョン）
- 笠岡放送（ゆめネット光「光テレビ」）
- 吉備ケーブルテレビ（にいみiチャンネル）
- 真庭市（真庭いきいきテレビ）
- 美作市（美作市ケーブルテレビ）
- 美咲町（みさきネット）
- 新庄村（新庄きらりネットワーク）
- 鏡野町（鏡野町有線テレビ）
- ひろしまケーブルテレビ（メガ・エッグ 光テレビ）
- ふれあいチャンネル
- たけはらケーブルネットワーク（タネット）
- ケーブル・ジョイ
- アイ・キャン
- 周防ケーブルネット
- 全関西ケーブルテレビジョン（ACTV八頭局）
- 中海テレビ放送
- 山陰ケーブルビジョン（マーブル）
- 出雲ケーブルビジョン
- 萩ケーブルネットワーク（ひとまろビジョン）
- 奥出雲町（奥出雲町ケーブルテレビ施設）
- 川本町（まげなねっとかわもと）
- 美郷町（みさと光ネット）
- 邑南町（おおなんケーブルテレビ）
- 海士町（あま光ネット）

#### 四国総合通信局管内
- STNet（ピカラ光てれび）
- ケーブルテレビ徳島（テレビトクシマ）
- ケーブルテレビあなん
- 阿波市（阿波市ケーブルネットワーク）
- ケーブルネットおえ
- ひのき（キューテレビ）
- 上板町有線テレビ
- 池田ケーブルネットワーク
- エーアイテレビ
- 国府町CATV
- テレビ阿波
- テレビ鳴門
- 徳島県南メディアネットワーク
- 日本中央テレビ
- 那賀町ケーブルテレビ
- 東阿波ケーブルテレビ
- 香川テレビ放送網
- ケーブルメディア四国
- 中讃ケーブルビジョン
- 三豊ケーブルテレビ
- 愛媛CATV
- 上島町（上島町CATV）
- 今治シーエーティーブィ
- 宇和島ケーブルテレビ
- 西予CATV
- 八西CATV
- エフビットコミュニケーションズ（ファイバーテレビ）
- 黒潮町（黒潮町光ネットワーク）
- 梼原町（梼原あんしん光ネット）
- 高知ケーブルテレビ
- よさこいケーブルネット
- 香南施設農業協同組合
- 四万十町ケーブルネットワーク
- 西南地域ネットワーク

#### 九州総合通信局管内
- QTnet（BBIQ光テレビ）
- 東峰村（とうほうテレビ）
- 藤津ケーブルビジョン（はがくれテレビ）
- 関西ブロードバンド（壱岐市ケーブルテレビikivision）
- 対馬市（対馬市CATV）
- 小国町（小国町光ファイバーネットワーク）
- 湯前町（ゆのまえ情報センター）
- 五木村（五木村ケーブルテレビ）
- 山江村（山江村ケーブルテレビ）
- 球磨村（球磨村情報通信施設）
- あさぎり町（サービス名不明）
- 苓北町（苓北町CATV）
- 東大分システム
- 東九州放送
- 日田市（日田市光ネットワーク）
- 豊後高田市（豊後高田市ケーブルネットワーク施設）
- 諸塚村（諸塚村光ケーブルネットワーク[2]）
- 椎葉村（椎葉村ケーブルネットワーク）
- 高千穂町（高千穂町光ケーブルネットワーク）
- 日之影町（ひのかげケーブルネットワーク）
- 西米良村（にしめら光ネット[2]）
- 新富町（しんとみ光ネット[2]）
- 和泊町（和泊町有線テレビ）

#### 沖縄総合通信事務所管内
無し

### アメリカ合衆国
- ベライゾン・コミュニケーションズ (FiOS TV)